# Phosphatherium
Фосфатерии (лат. Phosphatherium) — род хоботных млекопитающих из семейства нумидотериевых, живший в конце палеоцена на территории Марокко.

## Внешний вид
Это самое старое из известных на данный момент крупных млекопитающих Африки одновременно является и одним из самых примитивных представителей (вместе с Eritherium) хоботных. В первую очередь, Phosphatherium известен по зубной кости и фрагментарному материалу из фосфатного карьера в афро-аравийской провинции, которые датируются концом палеоцена. Впоследствии его остатки обнаружены и в раннеэоценовых отложениях.
В отряде хоботных отношения между базальными таксонами всё ещё недостаточно обозначены. Согласно мнению некоторых учёных, фосфатерий принадлежит к эволюционному направлению хоботных, отличающемуся на уровне семейства и его относят к собственной линии 'Phosphatheriidae. Однако в знаниях морфологии этого животного до сих пор имеется немало пробелов, а имеющиеся данные пока что свидетельствуют о сравнительно незначительных отличиях от представителей более прогрессивного семейства Numidotheriidae, поэтому заявления о выделении фосфатерия в ранг отдельного семейства остаются под вопросом.

## Описание

### Размеры и вес
Размерами этот самый первый представитель хоботных ничуть не походил на своих современных родственников: он весил не более 15 кг и имел длину 60 см.

### Особенности
Хобота у него не было, зато уже имелись небольшие бивни.
Череп фосфатерия во многих отношениях примитивен. Черепная коробка сильно сжата с боков, с удлинённой лицевой частью и длинными носовыми костями. Скуловые дуги заметно расширены, сагиттальный и затылочный гребни крупные. Также заметны примитивные дентальные особенности: некоторые зубы сохраняются, диастемы небольшие или отсутствуют, нижний центральный резец только умеренно увеличен, морфология нижних предкоренных зубов упрощена. Наряду с этим фосфатерий отображает ряд показателей, иллюстрирующих его не только как форму, близкую к раннепалеогеновым кондиляртрам, но и как один из узловых таксонов, объединяющих группу эндемичных африканских копытных (Tethytheria) — сирен, десмостилий, даманов, эмбритопод и др. В дополнение к индивидуальным различиям, некоторые особенности строения Phosphatherium — такие, как верхнечелюстная (подглазничная область) показывают заметную изменчивость, которая связана с половым диморфизмом.

## Открытие и изучение
Учёные дали ему название «фосфатерий», поскольку его ископаемые остатки были найдены в фосфатных шахтах в Марокко.
Посткраниальный скелет фосфатерия пока остаётся неизвестным. Это особенно важно, так как предполагается, что ключевую роль для многих Tethytheria играл именно полуводный предковый морфотип. Вместе с тем его архаичная черепная анатомия сильно контрастирует с наличествующими прогрессивными лофодонтными коренными зубами, которые неотличимы от таких эоцен-олигоценовых хоботных, как Numidotherium и Barytherium. Это говорит о преждевременной трофической адаптации Phosphatherium в благоприятной африканской палеоэкосистеме, по крайней мере, уже на границе палеоцена и эоцена. Экологическая ниша этого животного долгое время оставалась стабильной и, вероятно, размером с крупного барсука и внешне напоминавший карликового бегемота фосфатерий предпочитал жить вблизи водоёмов и питался водными растениями.